# Robleluengo
Robleluengo es una pedanía de Campillo de Ranas, en la provincia de Guadalajara (España), ubicada junto al pico Ocejón, entre Campillo y Majaelrayo. La construcción de sus edificios responde, junto con otros pueblos de la zona, a la arquitectura negra. 
A mediados del siglo XIX, el lugar tenía unas 40 casas y ya pertenecía a Campillo de Ranas. La localidad aparece descrita en el decimotercer volumen del Diccionario geográfico-estadístico-histórico de España y sus posesiones de Ultramar de Pascual Madoz de la siguiente manera:

ROBLELUENGO: ald. en la prov. de Guadalajara, part. jud. de Tamajon, térm. jurisd. de Campillo de Ranas: tiene 40 casas y una ermita (La Purísima Concepcion). pobl., riqueza y contr.: con Campillo de Ranas.
(Madoz, 1849, p. 526)

## Monumentos
- Iglesia al final del caserío.

## Festividad
Se celebra las fiestas de San Pedro el 29 de junio